# Нефробластома
Нефробластома (пухлина Вільмса) — високозлоякісна ембріональна пухлина, що походить з тканин нирок, що розвиваються.
Захворювання є найчастішим злоякісним новоутворенням сечостатевого тракту у дітей. Найчастіше зустрічається у віці до 5 років з однаковою частотою у хлопчиків та дівчаток. Встановлено зв'язок між віком матері та ймовірністю народити дитину з нефробластомою. Пухлина Вільмса часто поєднується і з вродженими аномаліями розвитку.
Свою назву пухлина Вільмса отримала на честь німецького хірурга Макса Вільмса (1867-1918), який запропонував у 1899 р. у своїй монографії огляд літератури з пухлин нирок у дітей та обґрунтував гістогенез пухлини.
Пухлина Вільмса – ембріональний рак нирки, що складається з таких гістологічних елементів, як бластема, строма та епітелій. Генетичні аномалії залучені до патогенезу, але сімейне успадкування пов'язане лише з 1–2% випадків. Діагноз ставлять виходячи з УЗД, КТ органів черевної порожнини чи МРТ. Лікування може включати хірургічну резекцію, хіміотерапію та променеву терапію.
Пухлина Вільмса зазвичай проявляється у дітей віком до 5 років, але іноді у дітей старшого віку і зрідка у дорослих. Пухлина Вільмса становить близько 6% випадків раку у дітей віком до 15 років. Двосторонні синхронні пухлини зустрічаються приблизно у 5% хворих.